# World Series of Poker 1973
Die World Series of Poker 1973 war die vierte Austragung der Poker-Weltmeisterschaft und fand vom 4. bis 15. Mai 1973 im Binion’s Horseshoe in Las Vegas statt.

## Turniere

### Turnierplan

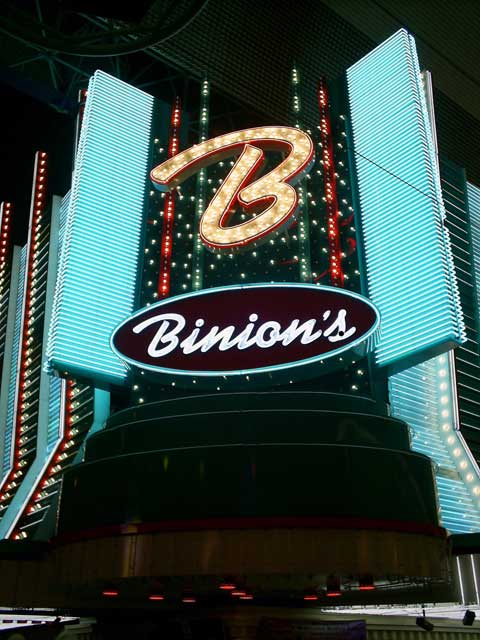
Das Binion’s Horseshoe in Las Vegas

Im Falle eines mehrfachen Braceletgewinners gibt die Zahl hinter dem Spielernamen an, das wievielte Bracelet in diesem Turnier gewonnen wurde.
| # | Buy-in (in $) | Turnier                                          | Turnierbeginn | Teilnehmer | Sieger             | Sieger             | Herkunft           | Herkunft           | Preisgeld (in $) |
| - | ------------- | ------------------------------------------------ | ------------- | ---------- | ------------------ | ------------------ | ------------------ | ------------------ | ---------------- |
| 1 | 04.000        | Limit Seven Card Stud                            | 4. Mai 1973   | 08         | Walter Pearson (2) | Walter Pearson (2) | Vereinigte Staaten | Vereinigte Staaten | 028.000          |
| 2 | 01.000        | Limit Razz                                       | 5. Mai 1973   | 32         | Sam Angel          | Sam Angel          | Vereinigte Staaten | Vereinigte Staaten | 032.000          |
| 3 | 03.000        | Limit A-5 Draw Lowball                           | 6. Mai 1973   | 07         | Joe Bernstein      | Joe Bernstein      | Vereinigte Staaten | Vereinigte Staaten | 021.000          |
| 4 | 03.000        | No-Limit 2-7 Draw Lowball                        | 7. Mai 1973   | 11         | Aubrey Day         | Jack Straus        | Vereinigte Staaten | Vereinigte Staaten | 033.000          |
| 5 | 10.000        | Limit Five Card Stud                             | 8. Mai 1973   | 01         | Bill Boyd (3)      | Bill Boyd (3)      | Vereinigte Staaten | Vereinigte Staaten | 010.000          |
| 6 | 01.000        | No-Limit Hold’em                                 | 9. Mai 1973   | 17         | Walter Pearson (3) | Walter Pearson (3) | Vereinigte Staaten | Vereinigte Staaten | 017.000          |
| 7 | 10.000        | No-Limit Hold’em Main Event – World Championship | 10. Mai 1973  | 13         | Walter Pearson (4) | Walter Pearson (4) | Vereinigte Staaten | Vereinigte Staaten | 130.000          |

### Main Event

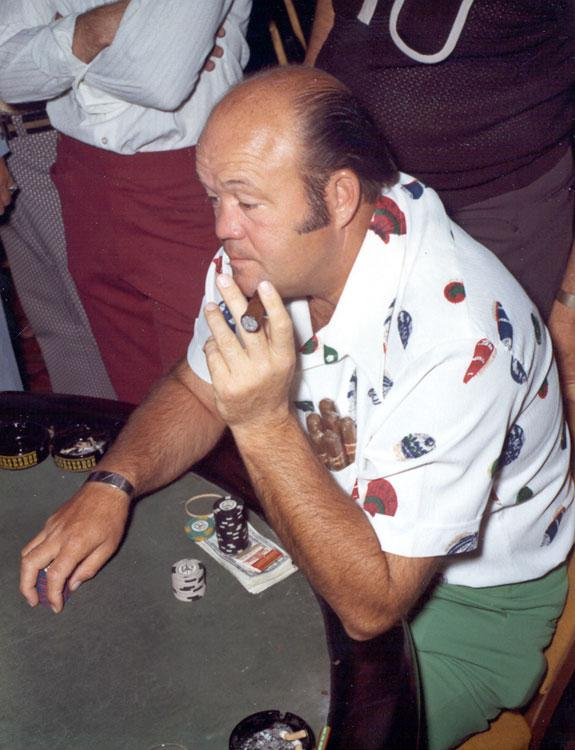
Walter Pearson (1974)

Das Hauptturnier wurde vom 10. bis 15. Mai 1973 gespielt. 13 Teilnehmer zahlten den Buy-in von 10.000 US-Dollar. In der finalen Hand gewann Pearson mit A♠ 7♠ gegen Moss mit K♥ J♠.
| Platz | Herkunft           | Spieler        | Preisgeld (in $) |
| ----- | ------------------ | -------------- | ---------------- |
| 1     | Vereinigte Staaten | Walter Pearson | 130.000          |
| 2     | Vereinigte Staaten | Johnny Moss    | –                |
| 3     | Vereinigte Staaten | Jack Straus    | –                |
| 4     | Vereinigte Staaten | Bobby Brazil   | –                |
| 5     | Vereinigte Staaten | Bob Hooks      | –                |
| 6     | Vereinigte Staaten | Brian Roberts  | –                |